# Павлов, Владимир Владимирович
Владимир Владимирович Павлов (29 ноября 1921, Москва, — 8 июля 1975, там же) — капитан, Герой Советского Союза (1945), журналист, писатель.

## Биография
В 1939 году, будучи студентом Московского института инженеров железнодорожного транспорта, призван в армию. После окончания полковой школы красных командиров служил в пехоте, но вскоре добровольно перешёл в 214-ю воздушно-десантную бригаду.
К моменту Великой Отечественной войны был сержантом, командовал отделением. Затем бригада была переброшена в немецкий тыл для выполнения заданий командования. Однако через некоторое время попала в окружение, и было принято решение выходить из него мелкими группами.
В середине октября Павлов добрался до Новозыбкова, где вступил в Злынковский партизанский отряд П. А. Маркова и стал вторым номером пулемётного расчёта.
Вскоре отряд влился в партизанское соединение А. Ф. Фёдорова, где Павлов после настоятельных просьб был зачислен в группу подрывников.
В дальнейшем командовал отделением, взводом, а в марте 1943 года, как один из лучших минёров, имевший к тому времени на счету 12 вражеских эшелонов, был назначен заместителем командира батальона по диверсионной работе.
В конце марта 1944 года партизаны перешли линию фронта. Павлов был послан на учёбу в военную школу, затем направлен на лечение в Москву.
2 мая 1945 года был удостоен звания Героя Советского Союза и вскоре демобилизован.
В 1949 году окончил Московский институт инженеров железнодорожного транспорта. Работал инженером-мостостроителем, затем перешёл на журналистскую работу. Автор нескольких книг.
Похоронен на Введенском кладбище (23 уч.).

## Семья
Дети
- Павлов Никита Владимирович
- Павлова Ирина Владимировна

## Избранная библиография
- Взрыв. — М.: Правда, 1965. — (Библиотека «Огонек»). — 48 с.
- Бригада «трижды уничтоженных». — М.: Издательство политической литературы, 1967. — 190 с.
- Генерал Орленко. — М.: Издательство политической литературы, 1970. — 111 с.
- Соль партизанской земли. — М.: Советская Россия, 1973. — 192 с.
- Разные судьбы. — М.: Правда, 1977. — (Библиотека «Огонек»). — 48 с.
- Партизанские были. — М.: Правда, 1983. — (Библиотека «Огонек»). — 48 с.